# Maluganahalli, Krishnarajanagara
Maluganahalli là một làng thuộc tehsil Krishnarajanagara, huyện Mysore, bang Karnataka, Ấn Độ.